# Andrzej Juszczak
Andrzej S. Juszczak (ur. 1950) – generał brygady Wojska Polskiego; zastępca dowódcy 39 pułku artylerii (1986); zastępca dowódcy 3 Warszawskiej Brygady Artylerii (1986–1991); szef Pionu Operacyjnego ds. NATO (2005); szef Zarządu Planowania Strategicznego (P5) SG WP (2006–2009); doktor nauk o bezpieczeństwie (2013).

## Życiorys
Andrzej Juszczak urodził się w roku 1950. 

### Wykształcenie
Absolwent: Wyższej Szkoły Oficerskiej Wojsk Rakietowych i Artylerii (1972); Akademii Artylerii w Leningradzie (1980); Podyplomowego Studium Operacyjno-Strategicznego Królewskiej Akademii Studiów Obronnych w Wielkiej Brytanii (1992); studiów podyplomowych na Uniwersytecie Warszawskim (1998); studiów doktoranckich w Akademii Obrony Narodowej (2013).

### Służba wojskowa
W 1968 rozpoczął studia jako podchorąży Wyższej Szkoły Oficerskiej Wojsk Rakietowych i Artylerii w Toruniu, którą ukończył w 1972 i był mianowany na pierwszy stopień oficerski podporucznika. Zawodową służbę wojskową rozpoczął w 91 pappanc. W latach 1981–1983 był dowódcą dywizjonu w 5 Brygadzie Artylerii Armat. Następnie został wyznaczony na stanowisko szefa sztabu, po czym objął stanowisko zastępcy dowódcy 39 pułku artylerii w Tarnowskich Górach, którym był do roku 1986. Od 1986 pełnił służbę w 3 Warszawskiej Brygadzie Artylerii na stanowiskach szefa sztabu, a następnie zastępcy dowódcy brygady. Od roku 1991 pełnił służbę w Sztabie Generalnym WP, początkowo jako główny specjalista, a w latach 1993–1996 jako szef Oddziału Kontaktów Zagranicznych. W latach 1996–1998 był szefem wydziału, w latach 1998–1999 zastępcą szefa w Zarządzie Ogólnym Sztabu Generalnego WP. Od 1999 do 2002 był szefem Zarządu Operacji Bieżących w Generalnym Zarządzie Operacyjnym SG WP. W latach 2002–2004 służył w Polskim Przedstawicielstwie Wojskowym przy Komitecie Wojskowym NATO w Brukseli jaka zastępca Polskiego Przedstawiciela Wojskowego, od 2005 także jako szef Pionu Operacyjnego ds. NATO. 3 maja 2006 prezydent RP Lech Kaczyński mianował go na stopień generała brygady. Od roku 2006 Szef Zarządu Planowania Strategicznego (P5) SG WP. 4 lutego 2009, po ponad 40 latach służby zakończył zawodową służbę wojskową, został pożegnany przez ministra obrony narodowej Bogdana Klicha i szefa Sztabu Generalnego WP generała Franciszka Gągora. W 2010 został naczelnikiem Wydziału Strategii Bezpieczeństwa Narodowego w Departamencie Analiz Strategicznych w Biurze Bezpieczeństwa Narodowego. Biegle posługuje się językiem angielskim, doskonale zna język rosyjski.

## Awanse[1]
- podporucznik – 1972

(...)
- generał brygady – 2006[9]

## Ordery, odznaczenia i wyróżnienia
- Złoty Medal za Długoletnią Służbę – 2011[10]

i inne